# Arenaria salweenensis
Arenaria salweenensis är en nejlikväxtart som beskrevs av William Wright Smith. Arenaria salweenensis ingår i släktet narvar, och familjen nejlikväxter. Inga underarter finns listade i Catalogue of Life.